# Fafa
Fafa är en 272 km lång flod i Centralafrikanska republiken, ett biflöde till Ouham. Den rinner genom prefekturen Ouham-Fafa, i den västra delen av landet, 300 km norr om huvudstaden Bangui.